# Nazionalismo catalano
Il nazionalismo catalano è l'ideologia politica che afferma che la Catalogna sia una nazione.

## Storia
Intellettualmente, si può dire che il nazionalismo catalano è nato come una filosofia politica nel tentativo infruttuoso di stabilire uno stato federale in Spagna nel contesto della Prima Repubblica. Valentí Almirall i Llozer e altri intellettuali che presero parte a questo processo forgiarono la nuova ideologia politica nel XIX secolo, per restaurare l'autogoverno ed ottenere il riconoscimento della lingua catalana. Queste richieste furono riassunte nelle cosiddette Bases de Manresa nel 1892.
All'inizio incontrò molto poco sostegno. Ma dopo la sconfitta nella guerra ispano-americana e la perdita delle ultime colonie spagnole, il supporto iniziò a crescere, soprattutto a causa dell'indebolimento della posizione spagnola dopo la guerra e della perdita delle due principali destinazioni delle esportazioni catalane quali Cuba e Porto Rico.